# Metopomyza xanthaspioides
Metopomyza xanthaspioides är en tvåvingeart som beskrevs av Frey 1946. Metopomyza xanthaspioides ingår i släktet Metopomyza och familjen minerarflugor.
Artens utbredningsområde är Finland. Arten är reproducerande i Sverige. Inga underarter finns listade i Catalogue of Life.